# Санто-Доминго, Татьяна
Татья́на Са́нто-Доми́нго Речу́лски (нем. Tatiana Santo Domingo Rechulski; род. 24 ноября 1983, Женева, Швейцария) — швейцарский дизайнер.

## Биография
Татьяна Санто-Доминго Речулски родилась 24 ноября 1983 года в Женеве (Швейцария) в семье бизнесмена Хулио Марио Санто-Доминго-мл. (1958—2009) и его жены Веры Речулски.
Является дизайнером.

## Личная жизнь
С 31 августа 2013 года замужем за Андреа Казираги, с которым встречалась 7 лет до их свадьбы. У супругов есть трое детей: сын Александр Андреа Стефано Казираги (род. 21.03.2013), дочь Индия Казираги (род. 12.04.2015) и ещё один сын — Максимилиан Ренье Казираги (род. 19.04.2018).